# Pena (futebolista)
Renivaldo Pereira de Jesus, mais conhecido como Pena (Vitória da Conquista, 19 de fevereiro de 1974) é um ex-futebolista brasileiro que atuava como atacante.

## Carreira
Iniciou sua carreira atuando como atacante no Serrano Sport da Bahia, em 1993, onde havia ganho o Campeonato Baiano de Juniores, em 1992.
Em 1996, transferiu-se para o Rio Branco. Posteriormente, atuou no Paraguaçuense e no Ceará SC, onde foi Campeão Estadual em 1998.
Voltou ao Rio Branco em 1999 e depois de um jogo entre Rio Branco x Palmeiras pelo Campeonato Paulista daquele ano, o então técnico palmeirense Luiz Felipe Scolari ficou impressionado com a força física do atacante, que foi capaz de derrubar o zagueiro Clébão, xerifão do Palmeiras na época. Contratado, estreou pelo Palmeiras em setembro de 1999, contra o Sport.
Pelo clube, ganhou a Copa dos Campeões, que credenciou o Palmeiras a disputar a Libertadores; o Rio-SP; e foi vice da Libertadores. Foi considerado um dos heróis da equipe na conquista do Torneio Rio-São Paulo, quando fez gols nas duas partidas da decisão contra o Vasco.
Deixou o Palmeiras em 2000 rumo ao FC Porto, de Portugal.
Chegou ao Porto para substituir o Jardel. Depois de uma ótima temporada, Pena terminou com 29 gols, estrelando como o segundo atacante com mais gols em toda a Europa, ficando atrás somente do ucraniano Shevchenko, que terminou com 30 gols.
Depois disso, Pena foi para os Strasbourg, da França, mas sem se adaptar voltou a Portugal, agora para defender o Braga. Logo após isso, o jogador ainda defendeu o Marítimo antes de voltar ao Brasil.
Em 2006, o atacante ganhou o título carioca pelo Botafogo e no mesmo ano se mudou para o Paulista.
Em 2009, jogou pelo Madre de Deus. Na estreia do time no Baianão, deixou sua marca em duas oportunidades na vitória, por 2 a 0, diante do Feirense.

## Títulos

### Clubes
Conquista
- Campeonato Baiano (2ª divisão): 1995

Ceará
- Campeonato Cearense: 1998

Palmeiras
- Copa dos Campeões: 2000
- Torneio Rio-São Paulo: 2000

Porto
- Taça de Portugal: 2001
- Liga dos Campeões da Europa: 2004

Botafogo
- Taça Guanabara: 2006
- Campeonato Carioca: 2006[1]

### Individual
Porto
- Bola de Prata (22 gols): 2000/2001